# Великий Мендерес

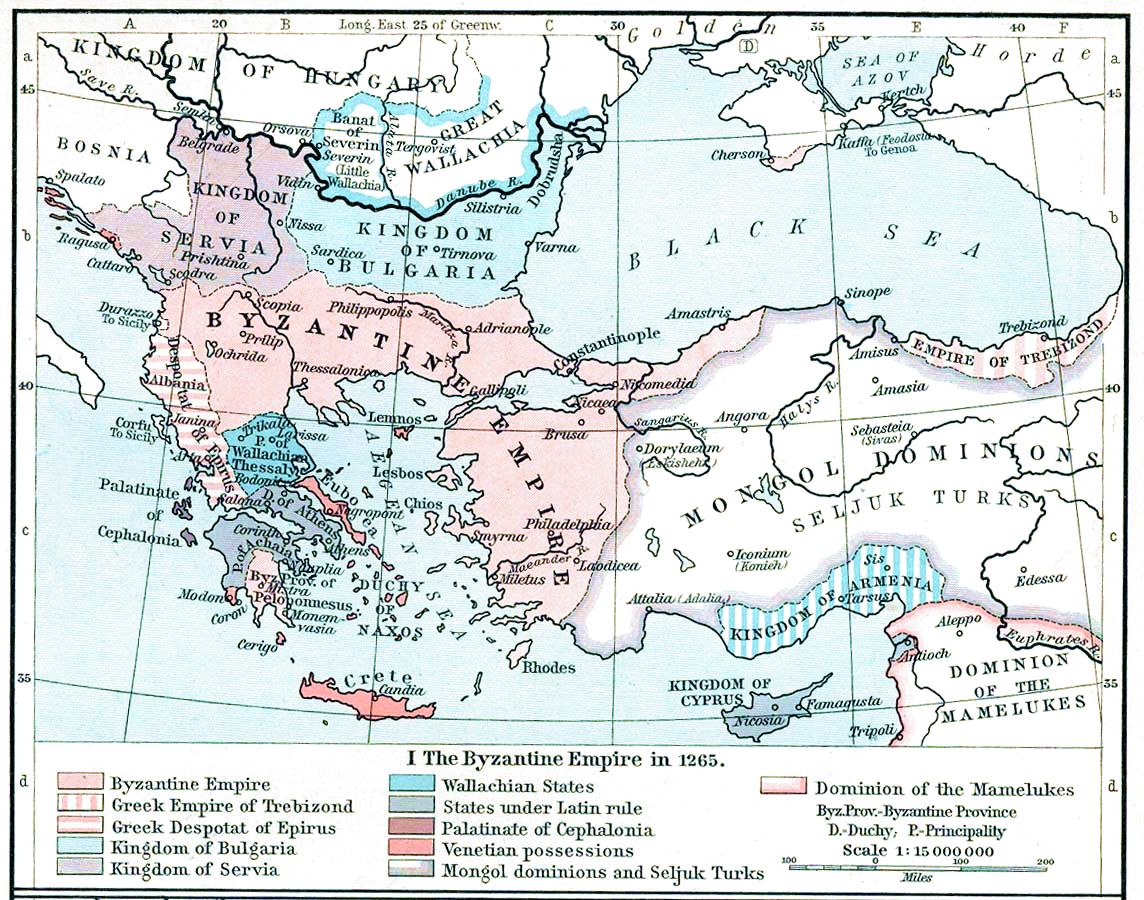
Меандр на карті Візантийської імперії (гирло біля міста Мілет)

Вели́кий Мендере́с (тур. Büyük Menderes, колишня фригійська назва — Меандр) — річка у західній частині Малої Азії, на території Туреччини.
Великий Мендерес бере свій витік на Анатолійському плоскогір'ї та впадає до Егейського моря. Річка дуже звивиста. Від її фригійської назви походять загальна назва плавних річних звивин (меандри) і сам процес їхнього утворення («меандрування»). Також вона дала назву орнаменту, що складається із завитків.

## Каскад ГЕС
На річці розташовано ГЕС Акбаш, ГЕС Adıgüzel, ГЕС Adıgüzel 2.